# Aphodius granarius
Aphodius granarius là một loài bọ cánh cứng trong họ Scarabaeidae. Loài này được Linnaeus miêu tả khoa học năm 1767. Chúng xuất hiện ở tất cả các châu lục trên trái đất.